# Treviso Foot-Ball Club 1993 2000-2001
Questa voce raccoglie le informazioni riguardanti il Treviso Foot-Ball Club 1993 nelle competizioni ufficiali della stagione 2000-2001.

## Stagione
Il Treviso nella stagione 2000-2001 ha partecipato al campionato di Serie B e si è classificato al 17º posto a 5 lunghezze dalla quint'ultima, retrocedendo in Serie C1 insieme a Monza, Ravenna e Pescara. A Treviso il dopo Bellotto si chiama Elio Gustinetti, ma si intuisce subito, ché l'attuale stagione non è serena come quella che l'ha preceduta. Al termine del girone di andata i biancocelesti hanno 20 punti, sono quart'ultimi con Genoa e Pistoiese, in piena bagarre. All'inizio di febbraio, dopo la sconfitta (3-2) di Cagliari, Gustinetti viene esonerato e sostituito con Mauro Sandreani. Arrivano però altre quattro sconfitte di fila, con il Treviso a 23 punti, quart'ultimo da solo, seguite dalla vittoria esterna (0-1) di Salerno che illude ancora l'ambiente, ma la retrocessione è dietro l'angolo, ed arriva puntuale con una giornata d'anticipo. Il miglior marcatore stagionale è Tommaso Rocchi autore di 10 reti. In Coppa Italia la squadra della marca viene eliminata al primo turno nel girone 8, classificandosi ultima dietro a Brescia, Alzano Virescit e Brescello.

## Divise e sponsor
Lo sponsor tecnico della stagione è stato Lotto e lo sponsor ufficiale Segafredo Zanetti.
| Casa |

## Organigramma societario
Area direttiva
- Presidente: Renzo Barcè

Area tecnica
- Allenatore: Elio Gustinetti, poi Mauro Sandreani (dalla 22ª giornata)
- Vice Allenatore: Gabriele Ratti, poi Claudio Ottoni (dalla 22ª giornata)

## Rosa
| N. |                    | Ruolo | Calciatore                  |
| -- | ------------------ | ----- | --------------------------- |
| 1  | Italia (bandiera)  | P     | Marco Fortin                |
| 2  | Italia (bandiera)  | D     | Paolo Bianco                |
| 3  | Italia (bandiera)  | D     | Luca Pinton                 |
| 3  | Italia (bandiera)  | D     | Paolo Tricoli               |
| 4  | Italia (bandiera)  | C     | Davide Tedoldi              |
| 5  | Italia (bandiera)  | D     | Matteo Centurioni           |
| 6  | Italia (bandiera)  | D     | Marcello Lambrughi          |
| 6  | Brasile (bandiera) | D     | Eduardo Luis Carloto        |
| 7  | Italia (bandiera)  | A     | Roberto Colacone            |
| 7  | Italia (bandiera)  | C     | Pasquale Foggia             |
| 8  | Italia (bandiera)  | C     | Fausto Pizzi                |
| 9  | Italia (bandiera)  | A     | Luigi Beghetto              |
| 9  | Italia (bandiera)  | A     | Roberto Murgita             |
| 10 | Italia (bandiera)  | C     | Gianfranco Nardi            |
| 10 | Italia (bandiera)  | C     | Nicola Marangon             |
| 11 | Italia (bandiera)  | A     | Tommaso Rocchi              |
| 12 | Italia (bandiera)  | P     | Fabio Cossalter             |
| 13 | Italia (bandiera)  | C     | Damiano Longhi              |
| 14 | Italia (bandiera)  | D     | Francesco Bellucci          |
| 15 | Italia (bandiera)  | C     | Diego Bortoluzzi (capitano) |

| N. |                    | Ruolo | Calciatore          |
| -- | ------------------ | ----- | ------------------- |
| 16 | Italia (bandiera)  | A     | Massimiliano Fanesi |
| 17 | Italia (bandiera)  | D     | Giacomo Filippi     |
| 18 | Italia (bandiera)  | D     | William Pianu       |
| 19 | Italia (bandiera)  | D     | Massimo Gobbi       |
| 20 | Italia (bandiera)  | A     | Filippo Barban      |
| 20 | Italia (bandiera)  | C     | Fabio Viviani       |
| 21 | Italia (bandiera)  | C     | Giovanni Bosi       |
| 22 | Italia (bandiera)  | P     | Liam Ardigò         |
| 23 | Italia (bandiera)  | A     | Daniele Morante     |
| 24 | Italia (bandiera)  | A     | Marco Borriello     |
| 24 | Italia (bandiera)  | A     | Pietro Nicolella    |
| 25 | Italia (bandiera)  | D     | Fabiano Ballarin    |
| 26 | Brasile (bandiera) | C     | Pelado              |
| 26 | Nigeria (bandiera) | A     | Akeem Omolade       |
| 27 | Italia (bandiera)  | P     | Graziano Battistini |
| 28 | Italia (bandiera)  | C     | Federico Smanio     |
| 29 | Italia (bandiera)  | C     | Alessandro Gazzi    |
| 32 | Italia (bandiera)  | P     | Alessandro Ferreri  |
| 67 | Italia (bandiera)  | D     | Lorenzo Minotti     |
|    | Brasile (bandiera) | A     | Reginaldo           |

## Risultati

### Campionato

#### Girone di andata
| Arbitro: | Castellani (Verona) |

|                                  |           |  |
| A. Pagano 42’ Arcadio 82’ (rig.) | Marcatori |  |

| Arbitro: | Bolognino (Milano) |

|                        |           |                                           |
| Beghetto 9’ Rocchi 63’ | Marcatori | 18’ Buso 55’ (rig.) Cammarata 71’ Lucenti |

| Arbitro: | Trefoloni (Siena) |

|                               |           |            |
| B. Corradi 31’ F. Cossato 81’ | Marcatori | 50’ Fanesi |

| Arbitro: | Treossi (Forlì) |

|                  |           |              |
| Pizzi 33’ (rig.) | Marcatori | 66’ Mandelli |

| Arbitro: | Gabriele (Frosinone) |

|                                   |           |                           |
| Pizzi 45’ Tedoldi 60’ Morante 85’ | Marcatori | 55’ Deflorio 63’ Pecorari |

| Arbitro: | Palmieri (Cosenza) |

|  |           |            |
|  | Marcatori | 19’ Fanesi |

| Arbitro: | Gabriele (Frosinone) |

|           |           |  |
| Pizzi 18’ | Marcatori |  |

| Arbitro: | Pirrone (Messina) |

|                                       |           |  |
| Maniero 25’ Di Napoli 56’ Bazzani 89’ | Marcatori |  |

| Treviso 1º novembre 2000 9ª giornata | Treviso             | 0 – 0 | Ravenna | Stadio Omobono Tenni\| Arbitro: \| Soffritti (Ferrara) \| |
| Arbitro:                             | Soffritti (Ferrara) |       |         |                                                           |

| Arbitro: | Trefoloni (Siena) |

|                           |           |             |
| Iacopino 8’ Bresciano 41’ | Marcatori | 56’ Murgita |

| Arbitro: | Castellani (Verona) |

|  |           |                            |
|  | Marcatori | 86’ Dionigi 88’ Vergassola |

| Arbitro: | Trefoloni (Siena) |

|                                     |           |                        |
| Caverzan 36’ (rig.) Ghirardello 71’ | Marcatori | 18’ Rocchi 90+2’ Pianu |

| Arbitro: | Fausti (Milano) |

|             |           |              |
| Morante 59’ | Marcatori | 75’ Zampagna |

| Arbitro: | Trefoloni (Siena) |

|                        |           |            |
| Lantignotti 83’ (rig.) | Marcatori | 53’ Fanesi |

| Treviso 10 dicembre 2000 15ª giornata | Treviso                   | 0 – 0 | Ancona | Stadio Omobono Tenni\| Arbitro: \| Dondarini (Finale Emilia) \| |
| Arbitro:                              | Dondarini (Finale Emilia) |       |        |                                                                 |

| Arbitro: | Morganti (Ascoli Piceno) |

|  |           |                                      |
|  | Marcatori | 6’ Fanesi 18’ Bortoluzzi 72’ Murgita |

| Arbitro: | Fausti (Milano) |

|                    |           |              |
| Murgita 87’ (rig.) | Marcatori | 85’ Lucchini |

| Genova 14 gennaio 2001 18ª giornata | Genoa               | 0 – 0 | Treviso | Stadio Luigi Ferraris\| Arbitro: \| Soffritti (Ferrara) \| |
| Arbitro:                            | Soffritti (Ferrara) |       |         |                                                            |

| Arbitro: | Cassarà (Palermo) |

|  |           |                                       |
|  | Marcatori | 13’ Ambrosetti 27’ (rig.), 57’ Caccia |

#### Girone di ritorno
| Arbitro: | Fausti (Milano) |

|            |           |  |
| Bianco 53’ | Marcatori |  |

| Arbitro: | Dondarini (Finale Emilia) |

|                                       |           |                         |
| Conti 10’, 27’ A. Esposito 59’ (rig.) | Marcatori | 51’ Ballarin 86’ Fanesi |

| Arbitro: | Soffritti (Ferrara) |

|  |           |                                    |
|  | Marcatori | 53’ Manfredini 88’ D. Franceschini |

| Arbitro: | De Santis (Tivoli) |

|             |           |  |
| Fattori 56’ | Marcatori |  |

| Arbitro: | P. Rossi (Ciampino) |

|                                                      |           |                                          |
| Deflorio 32’ (rig.), 45+1’ Pecorari 66’ Fialdini 90’ | Marcatori | 39’ Foggia 56’ (aut.) Giampà 74’ Murgita |

| Arbitro: | Fausti (Milano) |

|            |           |                              |
| Bianco 22’ | Marcatori | 29’ Lambertini 81’ Cimarelli |

| Arbitro: | Bonfrisco (Monza) |

|  |           |            |
|  | Marcatori | 25’ Rocchi |

| Arbitro: | Messina (Bergamo) |

|  |           |             |
|  | Marcatori | 25’ Maniero |

| Arbitro: | Ayroldi (Molfetta) |

|                       |           |            |
| Centurioni 18’ (aut.) | Marcatori | 15’ Bianco |

| Arbitro: | Dondarini (Finale Emilia) |

|             |           |                      |
| Minotti 43’ | Marcatori | 15’ (rig.) Maccarone |

| Arbitro: | Collina (Viareggio) |

|                           |           |  |
| Flachi 27’ Vergassola 86’ | Marcatori |  |

| Arbitro: | Trefoloni (Siena) |

|           |           |                  |
| Pizzi 56’ | Marcatori | 81’, 90+3’ Baicu |

| Arbitro: | Pieri (Genova) |

|                                                |           |                       |
| Zampagna 45+2’ (rig.) Parisi 49’ Lentini 90+2’ | Marcatori | 22’ Smanio 60’ Rocchi |

| Arbitro: | Pirrone (Messina) |

|                                  |           |  |
| Pizzi 55’ (rig.) Rocchi 56’, 75’ | Marcatori |  |

| Arbitro: | Rodomonti (Teramo) |

|                             |           |             |
| Turrini 28’, 51’ Albino 53’ | Marcatori | 13’ Minotti |

| Arbitro: | Morganti (Ascoli Piceno) |

|            |           |  |
| Rocchi 85’ | Marcatori |  |

| Arbitro: | Cassarà (Palermo) |

|                                     |           |           |
| Miccoli 46’ Grabbi 61’ Adeshina 82’ | Marcatori | 33’ Pizzi |

| Arbitro: | P. Rossi (Ciampino) |

|                         |           |                                |
| Minotti 50’ Omolade 86’ | Marcatori | 41’ Francioso 90+1’ Carparelli |

| Arbitro: | Rodomonti (Teramo) |

|                    |           |           |
| Piovani 87’ (rig.) | Marcatori | 9’ Rocchi |

### Coppa Italia
| Arbitro: | Bonfrisco (Monza) |

|            |           |  |
| Hubner 47’ | Marcatori |  |

| Arbitro: | Soffritti (Ferrara) |

|                 |           |                       |
| Rocchi 18’, 39’ | Marcatori | 50’ (rig.) G. Ferrari |

| Arbitro: | Zaltron (Bassano del Grappa) |

|               |           |  |
| R. Corradi 6’ | Marcatori |  |